# Barrow upon Humber
Barrow upon Humber – wieś w Anglii, w hrabstwie Lincolnshire. Leży 52 km na północ od Lincoln i 243 km na północ od Londynu.